# Phyllophaga chiapensis
Phyllophaga chiapensis är en skalbaggsart som beskrevs av Chapin 1935. Phyllophaga chiapensis ingår i släktet Phyllophaga och familjen Melolonthidae. Inga underarter finns listade i Catalogue of Life.